# Noakhali (distrito)
Noakhali é um distrito localizado na divisão de Chatigão, em Bangladexe.